# Scaptodrosophila kyushuensis
Scaptodrosophila kyushuensis är en tvåvingeart som först beskrevs av Tsacas och Chassagnard 1976.  Scaptodrosophila kyushuensis ingår i släktet Scaptodrosophila och familjen daggflugor. Inga underarter finns listade i Catalogue of Life.